# Леонов Євген Павлович
Свобода відірвана від інтелігентності, здорового глузду, від доброго серця — страшна річ.
Євге́н Па́влович Лео́нов (рос. Евгений Павлович Леонов; нар. 2 вересня 1926, Москва, Російська РФСР — пом. 29 січня 1994, Москва, Росія) — російський і радянський актор театра і кіно. Народний артист СРСР (1978), лауреат премії Ленінського комсомолу (1978), Премії Росії бр. Васильєвих (1981), Державної премії СРСР (1976) і Державної премії Росії (1992). Один з найвидатніших акторів в історії радянського кінематографу.
Закінчив Московську драматичну студію (1947). Працював у театрах Москви (Московському драматичному театрі ім. К. Станіславського, Театрі ім. В. Маяковського, а з 1968 р. — у Театрі ім. Ленінського комсомолу). Знімався у кіно з 1947 р. (фільми «Донська повість», «Білоруський вокзал», «Премія», Державна премія СРСР 1976; «Старший син» та ін.). Грав в українських стрічках: «Між високими хлібами» (1970, Павло Стручок), "Я — «Водолаз — 2» (1975), «Лють» (1977), «Забудьте слово „смерть“» (1979, Поліщук).

## Біографія
Народився 2 вересня 1926 року. у Москві.
Батько, Леонов Павло Васильович, працював інженером на авіазаводі. В родині було два хлопці, Микола і молодший на 2 роки Євген. Під впливом розповідей батька про авіацію і міцної радянської пропаганди Євген мріяв стати льотчиком. Микола так і зв'язав своє життя і фах з авіацією. Євгена — Бог зберіг для мистецтва.

## Перші кроки до театру
В роки 2-ї світової війни Євген закінчив школу і працював на авіаційному заводі учнем токаря. Потім подався в Авіаційний технікум імені Орджонікідзе. Але театральне мистецтво тягло до себе, адже знайомство з ним відбулося у Євгена ще в школі. На третьому курсі технікума Леонов здав іспити в Московську театральну студію, його перший наставник — К. М. Шеремєтьєва. Але їх курс узяв до себе Андрій Олександрович Гончаров, що повернувся в Москву з війни. Гончаров мав великий вплив на свідомість майбутнього актора. У театрі Гончарова Леонов працював декілька років.

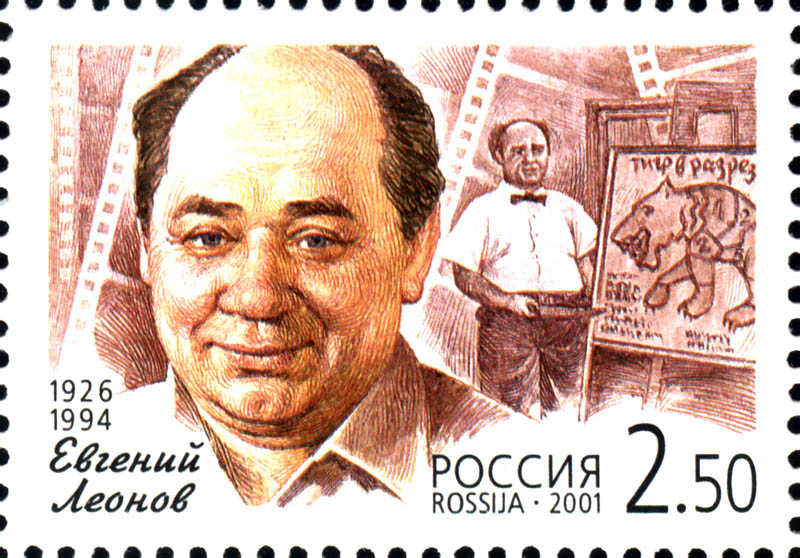
Поштова марка з портретом актора

У 1947 році Леонов закінчив навчання і його прийняли в Московський театр Дзержинського району. Невеличкий на зріст, приземкуватий Леонов не мав великого попиту і грав епізодичні ролі. Акторської платні не вистачало на життя — і почалися постійні підробітки. В тому ж 1947 р. Леонов вперше спробував себе в кіно, знову в епізодах. Знадобилося ще вісім років, щоб Леонову довірили цікаві ролі в кіно.

## Рятівне кіно
Саме в кіно до Леонова прийшли цікаві ролі — в стрічках «Справа Румянцева» (режисер Йосип Хейфіц), «Дорога» (реж. Олександр Столпер).
У 1961 році на Леонов став дуже популярним після кінострічки «Смугастий рейс». Леонов грав буфетника Шулейкіна, що видав себе за дресувальника тигрів. Леонівські риси — швидка мова, витівки, багата і кумедна міміка — все працювало на роль. Радянська цензура дорікала актору за епізод з оголеністю, але в стрічці його залишили, адже комедія не цуралась оголеності. До того ж, це рішення режисера, а актор лише режисерський засіб. Комедія мала успіх, її подивилось 32 мільйони глядачів.
За Леоновим стереотипно закріпили амплуа комедійного актора. Звідси ролі в комедіях — «Тридцять три», «Зареченські женихи» тощо. Але деякі режисери довіряли актору незвичні ролі, з якими той добре упорався (король в стрічці «Сніжна королева», реж. Геннадій Казанський). І незвичний, несподіваний Леонов з'явився і в театрі. Йому довірили грати роль тирана Клеона в виставі «Антигона». Зіграв Леонов ще одного короля — в кінострічці «Звичайне диво» (режисер Марк Захаров). Діапазон ролей Леонова розширився надзвичайно — від персонажів класичної літератури до побутових радянських комедій (від Ламме Гудзака в «Легенді про Тіля Уленшпігеля», Нідерланди 16 століття до Харитонова в «Осінньому марафоні», радянський Ленінград).
Глядачі по-різному оцінювали роль Леонова в стрічці «Осінній марафон», де режисер Георгій Данелія зібрав потужний акторський ансамбль (Олег Басилашвілі, Марина Нейолова, Галина Волчек, Наталя Гундарєва). Тим не менше саме Леонову віддали Приз Спілки журналістів і Державну премію імені Братів Васильєвих за найкращу чоловічу роль.

## Почесні звання
В 1978 році отримав звання народного артиста СРСР.

## Хвороба і смерть
З роками прийшли втома і хвороби (цукровий діабет, кардіосклероз тощо). 1988 на гастролях в Німеччині відбувся серцевий напад, інфаркт, клінічна смерть. Актора врятували в німецькій клініці.
Помер вдома 29 січня 1994 року під час зборів на виставу «Молитва на спомин». Глядачам доповіли, що виставу скасовують через смерть Леонова. Почуття пошани до актора було таким міцним, що глядачі не повертали в касу свої квитки, а деякі дістались церкви.
Похований на Новодівочому цвинтарі.

## Творчість

### Ролі в театрі

#### Московський театр Дзержинського району
- 1947 — «Ровесники» А. Авдєєнко; реж. В. Власов — Колька

#### Московський драматичний театр імені К.С.Станіславського
- 1948 — «Три сестри» А. Чехова; реж. М. Кедров — дёнщік
- 1948 — «День чудесних обманів» Р. Шерідана; реж. Ю. Мальковский і Г. Крісті — Лопес
- 1949 — «Глибоке коріння» Дж. Гоу і А. Д'Юссо; реж. Б. Флягін — Чак Уоррен
- 1949 — «Дві долі» Н. Зелеранського і Р. Хігеровіча; реж. Б. Флягін — Абішев
- 1949 — «З коханням не жартують» П. Кальдерона; реж. Б. Равенських — Дон Дієго
- 1949 — «Батьки і діти» Л. Муравйової по І. Тургенєву; реж. В. Дудін — слуга в будинку Одинцової
- 1950 — «Життя починається знову» В. Собко; реж. Ю. Мальковський — Клаус Нейдорф
- 1951 — «Грибоєдов» С. Ермолинського; реж. М. Яншин — слуга на балу
- 1951 — «Правда про його батька» М. Калиновського і Л. Березина; реж. Є. Весник і Л. Єлагін — Отто
- 1951 — «Юність вождя» Г. Нахуцрішвілі; реж. М. Яншин і Ю. Мальковский — Іванідзе
- 1952 — «Дівчата-красуні» О. Сімукова; реж. М. Яншин і С. Туманов — Віктор Шмельов
- 1953 — «Безприданниця» О. Островського; реж. М. Яншин — Робінзон
- 1953 — «Крихітка Дорріт» О. Бруштейн по Ч. Діккенсу; реж. С. Туманов — Джон
- 1953 — «На вулиці щасливій» Ю. Принцева; реж. М. Яншин і Т. Кондрашов — Федір Рудий
- 1954 — «Весняний потік» Ю. Чепуріна; реж. А. Зіньковський — другий шофер
- 1954 — «Дні Турбіних» М. Булгакова; реж. М. Яншин — Ларіосик
- 1954 — «Чайка» А. Чехова; реж. М. Яншин — кухар
- 1956 — «Трус» О. Крона; реж. О. Аронов — Василь Барикін
- 1956 — «Будиночок біля моря» С. Цвейга; реж. О. Аронов — молодий моряк
- 1957 — «Учень диявола» Б. Шоу; реж. Р. Йоффе — Крісті
- 1958 — «Відкрите вікно» Е. Брагінського; реж. О. Аронов — Ігор
- 1958 — «Невідомий» М. Соболя; реж. В. Бортко — Кутан
- 1958 — «Де Преторе Вінченцо» Е. де Філіппо; реж. М. Яншин і Ю. Мальковский — Вінченцо
- 1959 — «Здрастуй, Катя» М. Львівського; реж. М. Яншин і О. Аронов — Вадим
- 1960 — «Вірю в тебе» В. Коростильова; реж. Е. Завадський і Б. Львов-Анохін — Сергій
- 1960 — «Снігова королева» Є. Шварца; реж. Е. Завадський — казкар
- 1960 — «Зустрічі на дорогах» Е. Брагінського; реж. Є. Симонов — Колька
- 1962 — «Дайте дах Маттуфлю! ..» І. Жаміака; реж. О. Карєв — Каролін
- 1962 — «Перший зустрічний» Ю. Принцева; реж. М. Яншин — Костянтин Тимофійович Шохін
- 1963 — «Тригрошова опера» Б. Брехта; реж. С. Туманов — Пічем
- 1963 — «Палуба» Л. Зоріна; реж. М. Каркляліс — Солодкий
- 1964 — «Шосте липня» М. Шатрова; реж. Б. Львов-Анохін — вартовий
- 1965 — «Енциклопедисти» Л. Зоріна; реж. Б. Львов-Анохін — Куманьков
- 1965 — «Материнське поле» Ч. Айтматова; реж. Б. Львов-Анохін — епізод
- 1966 — «Антігона» Ж. Ануя; реж. Б. Львов-Анохін — Креон
- 1967 — «Одного разу в двадцятому» Н. Коржавіна; реж. Б. Львов-Анохін і М. Резнікович — Ключіцькій

#### Московський академічний театр імені Володимира Маяковського
- 1969 — «Діти Ванюшина» С. Найдьонова; реж. А. Гончаров — Ванюшин
- 1971 — «Таланти і шанувальники» О. Островського; реж. М. Кнебель і Н. Звєрєва — Нароков
- 1972 — «Людина з Ламанчі» Д. Вассермана і Д. Деріона; реж. А. Гончаров — Санчо Панса

#### Московський театр імені Ленінського комсомолу
- 1974 — «Тіль» Г. Горіна за романом Ш. де Костера; реж. М. Захаров — Ламме Гудзак
- 1975 — «Іванов» А. Чехова; реж. М. Захаров — Іванов
- 1978 — «Злодій» В. Мисливського; реж. М. Захаров — батько
- 1979 — «Сині коні на червоній траві» («Революційний етюд») М. Шатрова; реж. М. Захаров і Ю. Махаев — селянський ходок
- 1983 — «Оптимістична трагедія» В. Вишневського; реж. М. Захаров — ватажок
- 1986 — «Диктатура совісті» М. Шатрова; реж. М. Захаров — підсудний
- 1989 — «Поминальна молитва» Г. Горіна за Шоломом-Алейхемом; реж. М. Захаров — Тев'є

## Фільмографія

Пам'ятник Леонову на Алеї кінозірок на Мосфільмівській вулиці в Москві

- 1949 — Щасливий рейс (Машина 22-12) — епізод (пожежний)
- 1949 — Карандаш на льоду — епізод
- 1951 — Спортивна честь — офіціант
- 1954 — Морський мисливець — кок
- 1955 — Дорога — Пашка Єськов
- 1955 — Справа Румянцева — Снєгірьов
- 1957 — Неповторна весна — Кошелев
- 1957 — Вулиця повна несподіванок — міліціонер Сердюков
- 1958 — Важке щастя — Агафон
- 1959 — Не май сто рублів — Мухін
- 1959 — Витвір мистецтва — Саша Смирнов
- 1959 — Повість про молодят — Федя
- 1959 — Снігова казка — Старий Рік
- 1961 — Смугастий рейс — Шулейкін
- 1962 — Черьомушки — Барабашкін
- 1963 — Короткі історії
- 1963 — Кріпосна акторка — Кутайсов
- 1964 — Донська повість — Яків Шибалок
- 1964 — Над нами Південний хрест — епізод
- 1965 — Тридцать три — Травкін
- 1967 — Перший кур'єр — Критський, жандармський офіцер
- 1967 — Зареченські наречені — сват Коротейка
- 1967 — Сніжна королева — Король
- 1967 — Фокусник — Россомахін
- 1968 — Вірінея — Михайло
- 1968 — Урок літератури — батько Ніни
- 1969 — Не журись! — Єгор Залєтаєв
- 1969 — Зигзаг удачі — Орешніков
- 1969 — Гори, гори, моя зірка — ілюзіоніст Паша
- 1969 — Чайковський — Альоша
- 1970 — Карусель — Нюхін (вихід в кінопрокат 1977)
- 1970 — Між високими хлібами — Стручок
- 1970 — Білоруський вокзал — Іван Приходько

- 1971 — Джентльмени удачі — завідувач дитсаду Євген Іванович Трошкін; рецидивіст Сан Санич Білий «Доцент»
- 1971 — Їхали в трамваї Ільф та Петров — Капитулов
- 1972 — Гонщики — Кукушкін
- 1972 — Велика перерва — Ледньов
- 1973 — Під камінним небом — Кравцов
- 1973 — Зовсім безнадійний — злодій на прізвисько «Король»
- 1974 — Премія — бригадир Потапов (фільм вдостоєний Державної премії СРСР, 1976)
- 1975 — Довга, довга справа — Лужин
- 1975 — Соло для слона з оркестром — епізод
- 1975 — Афоня — Коля
- 1975 — Старший син — Сарафанов
- 1976 — Крок назустріч — Серафим
- 1977 — Легенда про Тіля — Ламме Гудзак
- 1977 — Міміно — Волохов
- 1977 — Смішні люди! — регент Олексій Олексійович
- 1977 — Одруження — Жевакін
- 1978 — Дуенья — Мендосо
- 1978 — Траса
- 1978 — Звичайне диво — Король
- 1978 — І це все про нього — Прохоров (фільм вдостоєний премії Ленінського комсомолу)
- 1979 — Осінній марафон — слюсар Харитонов, сусід Бузикіна (фільм вдостоєний Державної премії РРФСР, 1981)
- 1979 — Вірою і правдою — Банников
- 1979 — Відпустка у вересні — Кушак (випуск 1987)
- 1980 — По сірники — Антті Іхалайнен
- 1980 — Про бідного гусара замовте слово — Бубенцов
- 1982 — Сльози крапали — Павло Іванович Васін
- 1983 — Унікум — директор
- 1984 — Час і сім'я Конвей — Ален
- 1985 — Будинок, який збудував Свіфт — велетень Глюм
- 1986 — Кін-дза-дза! — чатланин Уеф
- 1988 — Убити дракона — бургомістр
- 1990 — Паспорт — чиновник посольства СРСР в Австрії
- 1993 — Настя — Яків Олексійович
- 1993 — Бюро розшуку «Фелікс»
- 1993 — Американський дідусь — Гоголєв